# Pinocho (franquicia)
Pinocho (Pinocchio en su versión original en inglés) es una franquicia de medios que se origina con la película de animación de Disney de 1940 Pinocho, basada en la novela Las aventuras de Pinocho de Carlo Collodi.

## Películas

### Pinocho(1940)
Pinocho, segundo largometraje animado de Walt Disney Animation Studios, relata la historia de Pinocho, un títere que cobra vida y termina viviendo aventuras en las que debe aprender a diferenciar el bien del mal para lograr convertirse en un niño de verdad. Fue estrenada el 7 de febrero de 1940.
A mediados de los años 2000 comenzó el desarrollo de una secuela bajo Disneytoon Studios, Pinocho II, la cual terminó siendo cancelada en 2006.

### Fun and Fancy Free(1947)
Pepito Grillo es un personaje central de la película, donde está presente durante las narraciones de los dos segmentos incluidos en la trama. La película fue estrenada el 27 de febrero de 1947.

### Geppetto(2000)
Película de imagen real para televisión bajo la producción de Walt Disney Television, donde se relata la historia de Pinocho desde la perspectiva de Geppetto. Aunque no es una adaptación directa de la película de animación de 1940, incluye varios elementos comunes como los personajes Fígaro y Strómboli, o la canción "I've Got No Strings".

### Pinocho(2022)
Adaptación de imagen real de Walt Disney Pictures de la película de animación de 1940. Fue estrenada el 8 de septiembre de 2022 en Disney+.

## Videojuegos

### Pinocchio(1996)
Un videojuego basado en la película de 1940 fue lanzado en octubre de 1996, desarrollado por Virgin Interactive Entertainment para Super Nintendo y Sega Genesis, mientras que NMS Software desarrolló la versión para Game Boy.

### Disney's Villains' Revenge(1999)
Videojuego desarrollado por Disney Interactive en el que Pepito Grillo actúa como guía del jugador durante el transcurso de la historia. Fue lanzado el 28 de septiembre de 1999.

### SerieKingdom Hearts(2002-presente)
En los juegos, Pepito Grillo aparece actuando como registrador, manteniendo un diario del progreso del juego en Kingdom Hearts (2002), Kingdom Hearts: Chain of Memories (2004), Kingdom Hearts II (2005) y Kingdom Hearts III (2019).
Pinocho, Geppetto y Cleo también aparecen como personajes en Kingdom Hearts, y el interior de Monstruo también es incorporado como uno de los mundos. Monstruo regresa como jefe enemigo en Kingdom Hearts Birth by Sleep Final Mix (2011). El mundo de origen de los personajes, Paraíso del Bromista, aparece en Kingdom Hearts 3D: Dream Drop Distance (2012), donde también se incorpora al Hada Azul.

## Teatro

### Disney's My Son Pinocchio: Geppetto's Musical Tale(2006)
Musical que adapta la película Geppetto. Fue estrenado en The Coterie Theatre, en Kansas City, Missouri, en 2006.

### Pinocho(2017)
Obra teatral que adapta la película Pinocho de 1940. Fue estrenada en la National Theatre de Londres el 1 de diciembre de 2017.

## Atracciones

### Pinocchio's Daring Journey
Una atracción oscura en Disneyland, Tokyo Disneyland, y Disneyland Park en París. La atracción cuenta una versión abreviada de la película.

### Pinocchio Village Haus
Un restaurante de servicio rápido en Walt Disney World que sirve pizza y macarrones con queso.